# Karl Heinz Däke
Karl Heinz Däke (* 25. Februar 1943 in Neuenburg/Friesland; † 3. Mai 2023) war ein deutscher Volkswirt. Däke war von 1994 bis Juni 2012 Präsident des Bundes der Steuerzahler (BdSt) in Deutschland.

## Leben
Karl Heinz Däke wurde als drittes Kind des kaufmännischen Angestellten Wilhelm Däke und der Gertrud Däke geb. Kolwes geboren. Sein Vater starb Ende 1945 in sowjetischer Gefangenschaft. Ab 1949 besuchte Karl Heinz Däke die Schule in Delmenhorst und ab 1953 das dortige neusprachliche Gymnasium, wo er 1964 die Reifeprüfung ablegte. Er studierte ab Wintersemester 1964 Volkswirtschaftslehre an der Universität zu Köln, 1969 legte er sein Diplomexamen ab. 
Nach dem Diplom wurde er Vorstandsassistent beim BdSt Nordrhein-Westfalen. 1975 promovierte er mit dem Thema Einflußmöglichkeiten auf die Rationalität steuer- und finanzpolitischer Entscheidungen zum Dr. rer. pol. Seit 1975 war er im Vorstand des BdSt Nordrhein-Westfalen, ab 1978 als stellvertretender Landesvorsitzender, vom 1. Januar 1989 bis zum 1. Juli 1995 als Landesvorsitzender. Am 9. Juni 1994 wählte ihn erstmals die Präsidialversammlung des BdSt zum Präsidenten. Darüber hinaus war er Vorsitzender des Karl-Bräuer-Institutes des BdSt, Vizepräsident der Taxpayers Association of Europe (TAE) und Vice Chairman der World Taxpayers Association (WTA). Sein Nachfolger an der Spitze des Bundes der Steuerzahler ist seit 1. Juli 2012 Reiner Holznagel.
Eine ehemalige Mitarbeiterin des Bundes der Steuerzahler erstattete gegen Däke im Jahr 2005 Strafanzeige wegen Untreue. Wegen umstrittener Gehaltszahlungen forderte SPD-Fraktionsvize Joachim Poß daraufhin seinen Rücktritt. Die Untersuchungen wegen Untreueverdachts wurden bald eingestellt. Nach Aussage der Staatsanwaltschaft Wiesbaden gebe es „keine Anhaltspunkte für eine Schädigung des Vereins“.
Däke war mit der Malerin und Professorin Barbara Camilla Tucholski verheiratet. Däke war Kunst- und Musikliebhaber sowie Segler. Er besaß alle wichtigen Segelscheine.

## Veröffentlichungen
- Der Bund der Steuerzahler. Einflußmöglichkeiten einer Organisation der Steuerzahler auf die Rationalität steuer- und finanzpolitischer Entscheidungen. Dissertation, Universität zu Köln, Wirtschafts- und Sozialwissenschaftliche Fakultät, 1975, ohne ISBN (mit Lebenslauf auf S. 295)
- Finanzpolitik ohne Wandel? Vorträge und Veröffentlichungen 1971 bis 1994. BdSt, Steuerzahler-Service, Düsseldorf 1994, ohne ISBN
- Die Milliarden-Verschwender. Wie Beamte, Bürokraten und Behörden unsere Steuergelder zum Fenster hinauswerfen. Heyne, München 2012, ISBN 978-3-453-20022-7